# شرق (روزنامه)
شرق روزنامه‌ای سیاسی، اقتصادی، اجتماعی و فرهنگی است. «شرق» خود را مستقل معرفی میکند اما در ایران با نام روزنامه جناح اصلاح‌طلبان شناخته میشود و در دسته روزنامه‌های معتدل و اصلاح‌طلب دسته‌بندی می‌شود. این روزنامه در ۲ شهریور ۱۳۸۲ به سردبیری محمد قوچانی، مدیرمسئولی مهدی رحمانیان و با حضور محمد عطریانفر به عنوان رئیس شورای سیاست‌گذاری منتشر شد. سردبیر کنونی روزنامه شهرزاد همتی و سردبیر بخش آنلاین شبکه شرق، سامان موحدی‌راد است.

## ساختار
«فضای کلی رسانه‌های ما شهرت‌محور است، همان‌طور که تاریخ همواره تاریخ حاکمان بوده‌است. رسانه‌ها بیشتر زندگی عادی حاکمان را بیان کرده‌اند تا مردم عادی.»

مهدی رحمانیان، 
روزنامه شرق که از روزنامه‌های اصلاح طلب ایران به‌شمار می‌رود در دوم شهریورماه ۱۳۸۲ با صاحب امتیازی و مدیرمسئولی مهدی رحمانیان انتشارش را آغاز کرد. مهدی رحمانیان در زمانی که در دولت سید محمد خاتمی فرماندار چابهار بود مجوز هفته‌نامه محلی با نام شورای شرق را در سال ۱۳۷۷ می‌گیرد. پس از پایان دوره فرمانداری اش در چابهار مجوز آن هفته نامه محلی را به روزنامه سراسری تبدیل کرده و همین روزنامه‌ای است که با نام شرق منتشر می‌شود. اولین شماره روزنامه شرق در ۲ شهریور ۱۳۸۳ منتشر شد. اولین اعضای تحریریه شرق را گروه محمد قوچانی در تحریریه همشهری ضمیمه (جهان) شکل دادند که پس از انتخابات دومین دوره شوراها در سال ۱۳۸۱، شهرداری و در نتیجه روزنامه همشهری را به احمدی‌نژاد و گروهش باخته بودند و همراه با رئیس‌شان محمد عطریانفر به روزنامه شرق کوچ کرده بودند.
شرق در این دوره هر چند روزنامه اصلاح‌طلبی بود، مطالب متنوع در حوزه سیاست، تاریخ، فرهنگ و اندیشه چاپ می‌شد و برای مخاطب ایرانی جذاب بود. اما انتشار شرق با این گروه دیری نپایید و روزنامه شرق در پی توقیف‌های مکرر در سال ۱۳۸۶ با سردبیر و تحریریه‌ای نسبتاً متفاوت انتشار خود را ادامه داد. معمولاً هر شماره‌اش ۲۰ صفحه (پس از گران شدن قیمت کاغذ در سال ۹۶ در ۱۶ صفحه) و در ۶ ستون منتشر می‌شود. صفحهٔ اولش کمتر با آگهی پُر می‌شود. مانند همه روزنامه‌های ایران روزنامه شرق هم به موضوعات مختلف سیاسی، اجتماعی، اقتصادی، ورزشی و فرهنگی می‌پردازد، هر چند روزنامه سیاسی به‌شمار می‌رود. تحریریهٔ این روزنامه، تحریریهٔ سابق یکی از ضمیمه‌های همشهری با نام همشهری جهان بودند که با روی کار آمدن دومین دورهٔ شورای شهر تهران و انتخاب محمود احمدی‌نژاد به عنوان شهردار و تغییراتی که در مدیریت همشهری به وجود آمد مجبور به استعفاء شدند.
مهدی رحمانیان در فروردین ۱۳۹۵، از جایگاه رسانه‌ها در ایران گفت و شرق را نیز مثال زد:
در کشورهای دیگر، روزنامه‌نگارانی هستند که ۳۰سال در یک روزنامه حضور دارند، یک ستون ثابت در روزنامه دارند و آن ستون خوانندگان خاص خود را دارد. اما این شرایط در ایران وجود ندارد. ما در روزنامهٔ خود ستون‌نویسی نداریم که از آغاز روزنامهٔ شرق تا الان ستون‌نویس ثابت باشد. ما تا الان چهار تا پنج مرحله تغییر پرسنل داشته‌ایم که عمدهٔ آن ناخواسته بوده‌است. هر چند بعضی اوقات هم خود خواسته بوده‌است اما اصل و اساس آن ناخواسته است و این موضوع به پختگی و بلوغ نشریه آسیب می‌زند.
 در رتبه‌بندی روزنامه‌های ایران بر پایه عملکردشان در بازهٔ نیمه دوم ۱۳۹۴ توسط وزارت فرهنگ و ارشاد اسلامی؛ روزنامهٔ شرق با ۶۸٬۸ امتیاز، رتبهٔ هشتم را داشت.

### در اینترنت

تصویری از نمایه توییتر روزنامه شرق

روزنامه شرق از شهریور ۱۳۹۲ به عنوان اولین روزنامه ایرانی به توییتر پیوست و از مهر همان سال با انتشار مطالب روزنامه و اخبار روز در این شبکه اجتماعی فعالیت چشمگیری را آغاز کرد. حساب توییتر روزنامه شرق در فرودین ۱۳۹۳ رسماً از سوی توییتر تأیید شد. بیشتر خبرنگاران روزنامه شرق نیز به همراه مهدی رحمانیان، مدیر مسوول، این روزنامه در شبکه اجتماعی توییتر حضور و فعالیت دارند. بر اساس آمار شرکت خدمات‌دهنده اطلاعات آماری شبکه‌های اجتماعی سوشل‌بیکرز، توییتر روزنامه شرق در کمتر دو سال توانست در توییتر بیش از ۱۰۰ هزار دنبال‌کننده کسب کند و در میان ۲۰ حساب برتر توییترهای ایرانی از نظر تعداد دنبال‌کننده در آن زمان قرار بگیرد.
صفحه توییتر شرق هم‌اکنون بیش از ۴۰۰ هزار دنبال‌کننده دارد و اینستاگرام این رسانه ۷۰ هزار کاربر را جذب خود کرده‌است.

## تاریخچه

### بازداری‌ها

کاریکاتور «قاعدهٔ دیگر بازی»

این روزنامه ۴ بار دور دوران فعالیت خود توقیف شد. اولین بار به مدت یک روز و در کنار روزنامه یاس نو پیش از برگزاری انتخابات مجلس هفتم و به دلیل پوشش دادن خبر مربوط به نامه اعتراضی نمایندگان مجلس ششم به رهبر انقلاب اسلامی پس از رد صلاحیت گسترده ایشان بود و همچنین پوشش دادن سخنان وکیل زهرا کاظمی در جریان دادگاه بود. پس از ارسال نامه‌ای به سعید مرتضوی و عذر خواهی از وی به دلیل انتشار نامه نمایندگان مجلس ششم، شرق توانست فعالیت خود را از سرگیرد. این روزنامه یک‌بار دیگر در تاریخ ۳۰ دی ۱۳۸۲ از سوی شعبهٔ ۶ دادسرای ویژهٔ کارکنان دولت توقیف و در تاریخ ۷ اسفند ۱۳۸۲ رفع توقیف شد و بار دوم در تاریخ ۲۰ شهریور ۱۳۸۵ مجدداً خبر توقیف آن انتشار یافت که علت آن چاپ یک کاریکاتور در صفحه پایانی شماره ۸۵۳ روز پنجشنبه ۱۶ شهریور ۱۳۸۵ عنوان شد. در این کاریکاتور تصویری از یک خر در برابر یک اسب در صفحه شطرنج کشیده شده بود. به گفته مقامات دور سرِ خر هاله نور کشیده شده و مقصود از آن محمود احمدی‌نژاد بوده‌است که مدعی وجود هاله نور دور سر خود در مجمع عمومی سازمان ملل شده بود. پیش از توقیف دوم به شرق دستور داده شده بود که مدیر مسئول و سردبیر خود (محمد قوچانی) را تغییر دهد.
تیم شرق پس از توقیف دوم و در آستانه انتخابات دور سوم شوراهای شهر و روستا، اقدام به استفاده از امتیاز روزنامه روزگار و انتشار مجدد آن گرفت. درحالی‌که روزنامه‌های همشهری و جام جم نیز علی‌رغم آنکه مجوز اجتماعی دارند دارای صفحات و مطالب سیاسی هستند، وزارت ارشاد روزنامه روزگار را برای عدم انتشار هر گونه صفحه سیاسی تحت فشار قرار داده و در نهایت پس از انتشار ۳ شماره آن را توقیف کرد.
این روزنامه مجدداً در تاریخ ۲۰ اسفند ۱۳۸۵ رفع توقیف شد. و پس از هشت ماه توقیف از سوی هیئت نظارت بر مطبوعات، انتشار مجدد خود را از روز دوشنبه ۲۴ اردیبهشت از سرگرفت. در دوره جدید انتشار روزنامه شرق، محمد قوچانی (سردبیر سابق) و محمد عطریانفر (رئیس سابق شورای سیاست گذاری) از آن جدا شدند و به همراه بخشی از تحریریه سابق شرق به روزنامه تازه رفع توقیف شده هم‌میهن به مدیر مسئولی غلامحسین کرباسچی رفتند.
روزنامه شرق در ۱۵ مرداد ۱۳۸۶ بار دیگر به دستور هیئت نظارت بر مطبوعات توقیف شد. علت توقیف چاپ مصاحبه با ساقی قهرمان شاعر اشعار اروتیک اعلام شد. شرق دو بار برای انتشار این مصاحبه به صورت غیرعمد، عذر خواهی کرد اما در نهایت توقیف گردید. رحمانیان گفت :"موردی در این مصاحبه پیدا نکردیم اما گفته می‌شود علت توقیف، چاپ این مصاحبه بوده‌است… هیچ انگیزه‌ای برای باز شدن دوبارهٔ شرق نداریم. مگر چند بار برای یک کار فرهنگی می‌توان سرمایه‌گذاری و هزینه کرد؟"
توقیف شرق بازتاب‌هایی در رسانه‌های بین‌المللی داشت.

کاریکاتور چشم‌بندان در صفحه آخر روزنامه شرق مورخه چهارم مهر ۱۳۹۱.

روزنامه هم میهن نیز اندکی قبل از شرق توقیف شد. هیئت تحریریه هر دو روزنامه که تداوم انتشار روزنامه‌ای با مشی اصلاح طلبانه را در دوران احمدی‌نژاد غیرممکن می‌دیدند هفته‌نامه شهروند امروز را که نشریه‌ای با محدوده توزیع در اصفهان بود، در سطح کشور فعال کردند.
سایت روزنامه شرق که تا پایان سال ۱۳۸۶ به عنوان یکی از منابع بزرگ فارسی بر روی شبکه در دسترس و قابل استفاده بود، از ابتدای سال ۱۳۸۷ تعطیل شد. مدیر مسئول شرق از یکی از اتهامات وارد شده توسط مدعی العموم که نشر اکاذیب بود تبرئه شد.
در شهریور سال ۱۳۸۸، شعبه ۷۶ دادگاه کیفری استان تهران پس از رسیدگی به اتهامات رحمانیان مدیر مسئول روزنامه، او را مجرم شناخته ولی مستحق تخفیف در مجازات دانست. در این حکم روزنامه شرق رفع توقیف و مدیر مسئول آن به پرداخت یک میلیارد ریال جزای نقدی محکوم شد. سید محمود علیزاده طباطبایی وکیل این روزنامه خبر از انتشار مجدد این روزنامه را داد ولی زمان آن را اعلام نکرد. روزنامه شرق در تاریخ یکشنبه ۲۲ فروردین ۱۳۸۹ انتشار گسترده را با مدیر مسئولی مهدی رحمانیان و سردبیری احمد غلامی آغاز کرد. احمد غلامی بیان کرد که در دور جدید انتشار این روزنامه، بیشتر به مسایل اجتماعی و فرهنگی توجه خواهد شد.
در پنجم مهر ۱۳۹۱، روزنامهٔ شرق به دلیل انتشار کاریکاتوری از هادی حیدری با عنوان چشم‌بندان؛ برای چهارمین بار توقیف شد. این کاریکاتور که صفی از افراد را در حال چشم‌بند زدن به یکدیگر نشان می‌داد؛ بنا بر حکم هیئت نظارت بر مطبوعات ایران، «توهین‌آمیز علیه رزمندگان اسلام» خوانده شد و برای مهدی رحمانیان مدیرمسئول این روزنامه به دلیل انتشار آن قرار بازداشت صادر شد.
این روزنامه، که بیش از سه ماه توسط هیئت نظارت بر مطبوعات توقیف شده بود، ۱۱ دی ۱۳۹۱، انتشار خود را در تهران از سر گرفت. هیئت نظارت بر مطبوعات ایران دلیل توقیف روزنامه شرق را انتشار کاریکاتوری اعلام کرده بود که از نظر این هیئت «توهین به ایثارگران» تلقی می‌شد، محمود احمدی‌نژاد، رئیس‌جمهور وقت ایران در ۱۱ مهر ۱۳۹۱ در نشست خبری خود که به صورت زنده از شبکه خبر صدا و سیما جمهوری اسلامی ایران پخش می‌شد دربارهٔ توقیف روزنامه «شرق» گفت: کار وزیر ارشاد قطعاً اشتباه بوده‌است. وی تصریح کرد: در هیئت نظارت، سه قوه، البته بیش از سه قوه، حضور دارند که باید این مسئله را پیگیری کنند؛ البته یادتان باشد که این تصمیمات در غیاب من گرفته شده‌است. هیئت منصفه مطبوعات نهایتاً این اتهام را وارد ندانست. هیئت نظارت بر مطبوعات روزنامه شرق را در عدم رعایت مصوبه شورای عالی امنیت ملی مجرم شناخته بود، اما دادگاه در این مورد هم حکم تبرئه صادر کرده‌است.

### اعلام جرم
در تیرماه ۱۴۰۲، دادستانی تهران علیه مدیر مسؤول روزنامه شرق، بابت انتشار مطالب خلاف واقع و غیر مستند در حوزه زنان اعلام جرم کرد. این اعلام جرم پس از انتشار اخباری درباره زن آزاری بود. این پرونده با اتهام نشر اکاذیب به قصد تشویش اذهان عمومی به دادسرای فرهنگ و رسانه فرستاده شد. استفاده از عنوان‌های «ابهام در تشابه قتل زنان مثله شده»، «سارقانی با نمای جدید» و «هر چهار روز یک زن کشی» در تیتر خبری برای اشاره به ماجرایی می‌کند که به گفته دادستان تهران،‌ هیچ مستندی برای آنها ارائه نشده است.

### استعفا به نشانه اعتراض
دی‌ماه ۱۴۰۳، سامان موحدی‌راد، سردبیر شرق آنلاین اعلام کرد در اعتراض به مصاحبه این روزنامه با آیدین آغداشلو از سمت خود استعفا داده است. دلیل این اعتراض، دعوت از آغداشلو به عنوان شخصی است که گزارش‌های متعددی درباره آزارهای جنسی او علیه زنان منتشر شده است. 

## دیدگاه‌ها دربارهٔ شرق
«تفاوتها اگر نوآورانه و اصیل باشد، فضای رفتارهای رسانه‌ای، هنجار و ارتباطات را پویا می‌کند. آیا «شرق» متفاوت و پایبند به اصالت و خلاقیتِ روزنامه‌نویسی در سپهر رسانه‌ای ماست؟ پاسخ من مثبت است.»

فریدون صدیقی، 
سیمین بهبهانی، عزت‌الله انتظامی، رضا کیانیان، هادی خانیکی،ضیاء موحد، صادق زیباکلام،سهیل محمودی، کریم ارغنده‌پور، جواد مجابی، ناصر فکوهی، احمد پورنجاتیو فریدون صدیقی شرق را ستوده‌اند یا گفته‌اند روزانه آن را می‌خوانند.
سیمین بهبهانی شرق را یکی از خواندنی‌های دلخواه خود دانسته که پویایی آن را «امیدی برای فردا [آینده]» و «راهنمای بسیاری از هم‌میهنانم، از جمله خود من» خواند. ضیاء موحد هر مصاحبه‌اش با شرق را از «بهترین برخوردهای رسانه‌ای» با خودش نامید. صادق زیباکلام ویژگی‌های شرق را «جلب اعتماد عمومی» «رعایت اخلاق و وجدان روزنامه‌نگاری» دانست.